# 阿布隆
阿布隆（法語：Ablon，法語發音：[ablɔ̃] ⓘ）是法国诺曼底大区卡尔瓦多斯省的一个市镇，属于利雪区。

## 地理
阿布隆（49°23'36"N, 0°17'44"E）面积12 平方千米，位于法国诺曼底大区卡爾瓦多斯省，该省份为法国西北部沿海省份，北濒大西洋英吉利海峡，东北与滨海塞纳省以海上边界相接，东临厄尔省，南至奧恩省，西与芒什省接壤。
与阿布隆接壤的市镇（或旧市镇、城区）包括：热讷维尔、戈讷维尔-叙翁弗勒尔、拉里维耶尔-圣索沃尔、菲克夫勒尔-埃坎维尔、马讷维尔拉拉乌勒、凯特维尔。
阿布隆的时区为UTC+01:00、UTC+02:00（夏令时）。

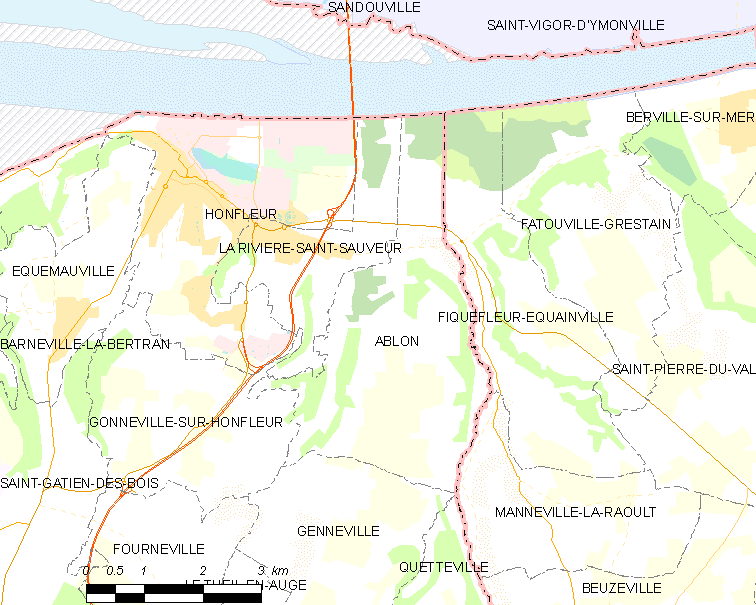
阿布隆的OSM定位图

## 行政
阿布隆的邮政编码为14600，INSEE市镇编码为14001。

## 政治
阿布隆所属的省级选区为翁弗勒尔-多维尔县。

## 人口

1962-2008年间阿布隆人口变化图示

阿布隆于2022年1月1日时的人口数量为1177人。